# SMS V 185
V 185 – niemiecki niszczyciel z okresu I wojny światowej. Szósta jednostka typu V 180. Skreślony z listy floty 4 października 1932 roku. W 1933 roku otrzymał nazwę "Blitz". W 1945 roku został przekazany ZSRR.